# Pachira nukakica
Pachira nukakica, el puyu meru, es un árbol del género Pachira, nativo de los interfluvios entre el río Guaviare y los ríos Inírida y Vaupés, en el departamento del Guaviare (Colombia). 

## Descripción
De raíces tabulares en la base, crece hasta los 25 o 30 m de altura, presenta corteza agrietada y oscura con lenticelas, ramas terminales, con hojas agrupadas en fascículos en los extremos. Pecíolos de 30 a 60 por 2 mm de grosor; folíolos lanceolados y estrechos, de 90 a 130 por 30 a 50 mm; haz marrón negruzca levemente lustrosa y envés pálido.
Flores axilares solitarias en las ramas jóvenes, de 150 a 160 mm de longitud con pétalos lineares de 145 a 155 por 7 a 10 mm, con recubrimiento completo de pelos cortos blanquecinos.
Fruto ovado o fusiforme, de 90 a 100 por 55 a 60 mm, de color verde, cubierto de pelo corto estrellado. Lana abundante de color marrón asalmonado o rojizo. Semillas de 10 a 12 por 8 mm, con 3 bandas longitudinales y con puntos negros dispersos.

## Uso
Los indígenas utilizan la lana de las semillas para elaborar la base de los dardos a manera de tapón para que puedan ser lanzados con la cerbatana.

## Taxonomía
Pachira nukakica fue descrita por José Luis Fernández Alonso y publicada en Anales del Jardín Botánico de Madrid 56: 306, f. 1, en 1998.